# Cezay
Cezay là một xã trong tỉnh Loire miền trung nước Pháp.